# Колонна (район)

Герб Колонна

Коло́нна (італ. Colonna) — III район (Rione) Рима. Район охоплює південну частину Марсового поля навколо Piazza San Silvestro та Palazzo Montecitorio.

## Історія
Назва походить від Колони Марка Аврелія яка стоїть на Piazza Colonna цього ж району. У середні віки район мав назву — Regio Columne et Sancte Marie in Aquiro.

## Герб
На гербі зображено три косі стрічки на білому тлі. Однак також і використовується інший герб — із одною колоною на червоному тлі. Він належить сім'ї Колона, палац якої також знаходиться у цьому районі.